# Bissau d'Isabel
Bissau d'Isabel é um documentário luso-guineense realizado e escrito por Sana Na N'Hada. Foi exibido no Palácio da Cultura Ildo Lobo a 22 de março de 2006 e no Cá Dja’r Fogo a 28 de dezembro do mesmo ano em Cabo Verde. Ganhou o Prémio RTP África de melhor documentário no Festival Imagens.